# Mark (Illinois)
Pour les articles homonymes, voir Mark.
Mark est un village du comté de Putnam, en Illinois, aux États-Unis. Il est incorporé le 26 février 1906,. Lors du recensement de 2010, le village comptait une population de 555 habitants.

## Source de la traduction
- (en) Cet article est partiellement ou en totalité issu de l’article de Wikipédia en anglais intitulé « Mark, Illinois » (voir la liste des auteurs).